# 郭光洲
郭光洲（1912年11月—1971年9月23日），江西吉水人，中国政治人物。江西省政协原副主席。

## 生平
1912年生于江西省吉水县富滩村贫农家庭。12岁学木工，14岁随表兄前往瑞金县做木匠。父亲郭炳烈，中共党员，曾任村苏维埃代表，红军北上抗日后，被国民党反动派靖卫团迫害致死。
1929年春在瑞金县参加工农红军，1931年加入中国共产党。曾任共青团会昌中心县委宣传部部长。1933年任中华全国总工会苏区中央执行局青年工作部副部长。1938年后，任中共湖南省委委员、组织部长，延安马列学院组织科科长，中共冀鲁豫第八地委宣传部部长等职。1949年中华人民共和国成立后，曾任中共江西省委委员、工委副书记，江西省总工会主席，中共江西省委常委、城工部长，中共南昌市委书记（1954年1月－1956年5月），中共江西省委书记处候补书记，江西省第一、二、三届政协副主席，江西省革命委员会办公室主任。1971年9月23日在江西南昌病逝，终年58岁。